# 賈衡
賈衡（1510年—？），字守準，號平軒，又號鹿巖山人，直隸保定府祁州束鹿縣人，民籍，明朝政治人物。

## 生平
父賈運，正德戊辰進士，官陕西按察司副使。贾衡博览群书，于诗词歌赋無不精通。嘉靖十年（1531年）辛卯科順天府鄉試第一百二十八名舉人。嘉靖二十六年（1547年）中式丁未科會試第一百八十六名，登第三甲第二百零六名進士。初授刑部广东司主事，广东司事多与锦衣卫关涉，有囚徒应判死刑，锦衣卫指挥使陆炳嘱托刑部尚书减刑，贾衡坚持不答应。大理寺驳回案件，贾衡坚持前议，尚书发怒，将其调任别司。丁忧归乡，三十三年起补礼部儀制司主事，會京师发生瘟疫，皇帝亲制药方，命禮官分发，贾衡负责東、南二城，全活獨多。三十五年丙辰礼部会试，贾衡提调考试，侍郎吴山主持贡举，与监試御史徐绅、吴遵争夺坐次，贾衡居中调停，吴山迁怒贾衡。轉任儀制司署员外郎，按例琼林宴坐次由儀制司先期绘图呈献首辅，當時嚴嵩父子柄國，嚴世蕃見圖怒曰：吾座何側？贾衡回道：你父亲居上座，不可同居上座。嚴曰：朝廷大典，怎么能以家庭论序。衡曰：争父座似非人子禮，争殿上似非人臣禮，愿执事熟察之！世蕃怒目以視，贾衡則坦然以对。嘉靖三十五年（1556年）七月升河南按察司佥事，分巡河北，時宗室强暴，盗贼横行，贾衡申法纪，練民壮，設乡兵，政事一新。又捕捉校從夏應時、擒巨寇馮黄，拿问不職知县杜廷宣，严禁鄭世子，为李秀才申冤，稱河南治行第一，卒为严世蕃、吴山所嫉恨，罢職歸。

## 家族
曾祖賈忠；祖父賈瓚，封監察御史；父賈運，陕西按察司副使。母魏氏（封孺人）。慈侍下。兄贾衢。弟贾衛。